# Cascades Adamsons
Les cascades Adamsons són unes cascades de 50 metres d'altura que es troben a prop de la Reserva Estatal de les Coves d'Hastings, a Tasmània (Austràlia).
Per accedir a les cascades Adamsons, els excursionistes han de passar per les fonts termals de les coves d'Hastings i, a continuació, girar cap a la dreta fins a Chestermans Road. S'ha d'agafar la següent sortida a l'esquerra per arribar al camí. El Servei de Parcs i Vida Salvatge de Tasmània ha fet recentment una neteja del camí, de manera que el camí és bastant directe i permet arribar a les cascades en 2 hores. El camí surt a la base de la caiguda d'aigua principal, però també hi ha moltes cascades més petites aigües avall.
A la zona també es troben les cascades Creekton, a menys de 2 km de les cascades Adamsons, però malauradament el camí entre les dues cascades és molt accidentat i només és per a excursionistes experimentats.